# Ibrahim-al-Ibrahim Mosque
Ibrahim-al-Ibrahim Mosque, även känd som King Fahd bin Abdulaziz al-Saud Mosque och Mosque of the Custodian of the Two Holy Mosques är en moské i Gibraltar. Den ligger vid Gibraltars sydligaste punkt, Europa Point. Moskén är en gåva från Saudiarabiens kung Fahd bin Abdul Aziz. Den invigdes 8 augusti 1997.
Det är en av de största moskéerna i ett icke-muslimskt land.
Den här artikeln är helt eller delvis baserad på material från engelskspråkiga Wikipedia, Ibrahim-al-Ibrahim Mosque, 5 december 2016.